# Даниловка (Славгородський округ)
Дани́ловка (рос. Даниловка) — село у складі Славгородського округу Алтайського краю, Росія.

## Населення
Населення — 88 осіб (2010; 122 у 2002).
Національний склад (станом на 2002 рік):
- росіяни — 66 %
- українці — 30 %